# Chiara Ferragni - Unposted
Pour plus de détails, voir Fiche technique et Distribution.
Chiara Ferragni - Unposted est un documentaire italien réalisé par Elisa Amoruso sorti en 2019. 

## Synopsis
Le documentaire est basé sur la vie de la personnalité du monde des affaires et influenceuse Chiara Ferragni et explore la façon dont les réseaux sociaux transforment le monde des affaires et des médias.

## Fiche technique
- Titre français : Chiara Ferragni - Unposted
- Réalisation : Elisa Amoruso
- Pays de production :  Italie
- Langue originale : italien, anglais
- Format : couleur
- Genre : Documentaire
- Durée : 85 minutes
- Date de sortie[1] : 
  - Italie : 17 septembre 2019

## Promotion
Une première bande-annonce est diffusée le 8 août 2019, tandis qu'une seconde est publiée le 30 août 2019. 

## Distribution
Il est présenté en septembre 2019 au festival annuel de la Mostra de Venise,. Depuis le 29 novembre de la même année, le documentaire est disponible sur la plateforme de vidéo à la demande Prime Video. Le 12 octobre 2020, le documentaire est transmis pour la première fois à la télévision, sur la chaîne italienne Rai 2, suivi d'une interview de l'influenceuse réalisée par Simona Ventura et intitulée « Fenomeno Ferragni ».